# Simios
Simios era una divinità siriaca e aramea della natura.